# Ковикур
Ковику́р (фр. Cauvicourt) — коммуна во Франции, находится в регионе Нижняя Нормандия. Департамент коммуны — Кальвадос. Входит в состав кантона Бретвиль-сюр-Лез. Округ коммуны — Кан.
Код INSEE коммуны — 14145.

## Население
Население коммуны на 2010 год составляло 431 человек.
| 1962 | 1968 | 1975 | 1982 | 1990 | 1999 | 2010 |
| ---- | ---- | ---- | ---- | ---- | ---- | ---- |
| 265  | 263  | 302  | 312  | 373  | 367  | 431  |

## Экономика
В 2010 году среди 281 человека трудоспособного возраста (15—64 лет) 210 были экономически активными, 71 — неактивными (показатель активности — 74,7 %, в 1999 году было 66,2 %). Из 210 активных жителей работали 198 человек (99 мужчин и 99 женщин), безработных было 12 (7 мужчин и 5 женщин). Среди 71 неактивных 20 человек были учениками или студентами, 36 — пенсионерами, 15 были неактивными по другим причинам.